# Zur dicken Wachtel oder Wie man Männer mordet
Zur dicken Wachtel oder Wie man Männer mordet ist eine Verwechslungs- und Kriminalkomödie von Felix J. Mohr.

## Handlung
Die geizige Waltraud Wachtel betreibt das schlecht laufende Berliner Restaurant Zur Wachtel. Als sich der berühmte Restaurant-Kritiker Harald Haferkorn zu Besuch ankündigt, sieht Frau Wachtel dies als Chance, das Geschäft wieder aufblühen zu lassen. Die Kellnerin Susi erkennt derweil in Herrn Haferkorn den Vater ihres ungeborenen Kindes, der sich nach einer gemeinsamen Liebesnacht nicht mehr bei ihr gemeldet hat. Zwischen ihr und Helga, der Köchin des Restaurants, entspinnt sich ein Gespräch darüber, wie man sich am besten an solchen Männern rächt. Dem Gespräch folgen bald Taten.

## Uraufführung
Die Uraufführung erfolgte am 5. Juni 2021 durch die freie Theatergruppe Die Fruchtfliegen als Livestream im Berliner Off-Theater Theater im Kino. Die Inszenierung war Teil des Programms des Theaters im Kino anlässlich seines 60-jährigen Bestehens. In Anlehnung an das Altberliner Schmalzstullentheater wurde das Stück im Berliner Dialekt aufgeführt. Regie führte der Autor Felix J. Mohr. Die Rollen in der Inszenierung übernahmen Ivonne Schwarz, Pia Völkel, Michelle von Ruschinski, Robert Gahren und Nancy Bakalli. Am 10. Juli 2021 erfolgte ein weiterer Livestream mit Natalie Conrad in der Rolle der Helga und Sofía Letier in der Rolle der Susi.

## Weitere Aufführungen
Von 2021 bis 2023 wurde die Inszenierung von Felix J. Mohr im Altstadttheater Köpenick in Berlin-Köpenick von der Theatergruppe Die Fruchtfliegen an regelmäßigen Terminen gezeigt.
Eine österreichische Inszenierung unter der Regie von Claudia Skopal, die auch die Rolle der Waltraud Wachtel übernahm, fand 2022 durch die Neue Bühne Rossatz auf Schloss Rossatz statt. Das Stück wurde dabei in Zur Wachtelwirtin oder Wie man Männer mordet umbenannt.
Im Juli und August 2024 zeigte der TheaterLoge Luckau e. V. Zur dicken Wachtel oder Wie man Männer mordet als Open-Air-Veranstaltung im Rahmen der Gartentour des Theatervereins. Die Inszenierung von Gina-Lara Meier und Gabi Schönig war in verschiedenen Gärten in Luckau und Umgebung sowie im Schloss Dahme zu sehen.
Im Juni 2025 wurde Zur dicken Wachtel oder Wie man Männer mordet von Beteiligten des Wentorfer Bühne e. V. aufgeführt. Regie führten Doris Martin und Dierk Berger. Aufführungsort war die Gemeinschaftsschule in Wentorf.

## Übersetzung
Seit 2022 existiert eine plattdeutsche Übersetzung des Stücks von Wolfgang Binder unter dem Titel Blots dode Keerls sünd gode Keerls.

## Sonstiges
2024 wurde der Dokumentarfilm Von Icke bis Platt - Wie in Berlin und Brandenburg ursprünglich gesprochen wird von Gerald Backhaus veröffentlicht. In diesem werden Szenen aus der ersten Inszenierung von Zur dicken Wachtel oder Wie man Männer mordet gezeigt, die im Altstadttheater Köpenick gefilmt wurden. Weiterhin kommen Mitwirkende der Theatergruppe Die Fruchtfliegen zu Wort.